# Сингелеев, Андрей Александрович
Андрей Кауфманн (нем. Andrej Kaufmann, фамилия при рождении — Сингелеев; род. 7 июля 1975 года в Усть-Каменогорске, Казахская ССР, СССР) — казахстанский и немецкий хоккеист, центральный нападающий клуба «Битигхайм-Биссинген».

## Карьера
Воспитанник усть-каменогорского хоккея.
Выступал за «Торпедо», выступавшее в МХЛ. Сыграл 58 игр.
Привлекался в молодёжную сборную Казахстана на чемпионат мира 1995 года, где в 5 играх забил 6 шайб и сделал 5 результативных передач.
На чемпионат мира 1996 года привлекался в национальную сборную Казахстана. В 7 играх набрал 3+4 очка.
Сезон 1997/98 «Торпедо» выступало в высшей лиге. Андрей сыграл 16 игр.
Начиная с сезона 1998/99 выступает в Германии. В DEL провёл 52 игры.
Во втором по силе дивизионе провёл 447 игр, 150 игр — в третьем дивизионе. В Региональной лиге провёл 89 игр.